# Lepidiota ferruginosa
Lepidiota ferruginosa är en skalbaggsart som beskrevs av Walker 1859. Lepidiota ferruginosa ingår i släktet Lepidiota och familjen Melolonthidae. Inga underarter finns listade i Catalogue of Life.